# Lysandra argus
Lysandra argus är en fjärilsart som beskrevs av Don. 1795. Lysandra argus ingår i släktet Lysandra och familjen juvelvingar. Inga underarter finns listade i Catalogue of Life.